# Caturama
Caturama é um município brasileiro do estado da Bahia, localizado às margens do Rio Paramirim. Sua população, conforme dados do Censo de 2022 do IBGE, é de 8 841 habitantes.

## Topônimo
O topônimo Caturama é oriundo do tupi, de duas palavras - “katu” (bom) e “rama” (onde)-, o que pode ser lido como “o que será bom”, mas é possível encontrar o topônimo também traduzido como "boa sorte" ou “boa terra”. O motivo de se encontrar vários significados para a palavra tupi "rama" se dá pelo fato desta palavra, nessa língua indígena, possuir várias definições, dependendo do contexto em que ela é empregada. Além disso, o significado do nome do município pode ser interpretado como "local às margens de um bom rio” ou simplesmente "cidade às margens do rio".

## História
Não existem registros conclusivos sobre a presença de populações indígenas no território que hoje constitui o município de Caturama antes da chegada dos europeus. Embora existam relatos não documentados sugerindo a presença de grupos indígenas como os tuxás, pertencentes ao tronco linguístico cariri, na região, essas narrativas carecem de evidências materiais que confirmem uma ocupação permanente ou estabelecimento desses povos como residentes diretos nas terras.
O início da ocupação efetiva do território municipal de Caturama pelos portugueses remonta à metade do século XVIII. Este movimento de colonização pode ser inferido como uma consequência direta do impulso exploratório por riquezas minerais, em particular, após a descoberta de jazidas de ouro nas nascentes do Rio Paramirim por bandeirantes provenientes de São Paulo algumas décadas anteriormente. Este episódio insere-se no contexto mais amplo da expansão territorial e da busca por metais preciosos que marcaram o período colonial brasileiro, destacando a importância das expedições bandeirantes na exploração e no estabelecimento de novas áreas de colonização portuguesa na América do Sul.
Entre 1838 e 1840, fixaram-se as primeiras famílias no local em que se formaria a cidade de Caturama, com a chegada das famílias Cardoso, Martins, Oliveira e Lages. Embora esses pioneiros tenham estabelecido as fundações da sede municipal, seus descendentes diretos são escassamente representados na população atual. Com o assentamento das primeiras casas e a edificação de uma capela católica dedicada a São Sebastião, surgiu o Arraial de São Sebastião de Macaúbas (hoje a sede de Caturama), pertencente, na época, à Vila de Macaúbas.
A base econômica inicial do Arraial foi fortemente influenciada pela agricultura familiar, com destaque para o cultivo de cana-de-açúcar, algodão, mandioca e sisal, aproveitando as margens férteis e irrigadas do Rio Paramirim. Além da agricultura, a pecuária também desempenhou um papel significativo no desenvolvimento econômico da área. O local servia ainda como um importante ponto de repouso para tropeiros e aventureiros a caminho das ricas jazidas de diamante da Chapada Diamantina, contribuindo para a dinâmica social e econômica da região.
Em meados do século XIX, vândalos chefiados por um grupo de ciganos invadiram o Arraial, mas foram derrotados pelos moradores locais. Na localidade, hoje chamada de Umbuzeiro, existia uma lagoa, e cadáveres ensanguentados foram jogados ali, tornando suas águas vermelhas, sendo este um dos episódios mais sangrentos da história de Caturama.
No dia 30 de junho de 1877, a promulgação da Lei Provincial n° 1788 marcou um momento significativo na história de São Sebastião de Macaúbas, elevando o então Arraial à categoria de freguesia. Essa mudança não apenas reconheceu formalmente a importância crescente da comunidade, mas também expandiu seu território administrativo.
Com o crescimento populacional, comercial e econômico, chegaram a São Sebastião de Macaúbas repartições públicas. Por volta de 1897, instalaram-se os primeiros Cartório do Registro Civil e Juizado de Paz.

O Decreto-Lei n.º 11089, de 30 de novembro de 1938, alterou o nome do distrito de São Sebastião de Macaúbas para Caturama. A mudança de nome do então distrito ocorreu devido a outra legislação, o Decreto-Lei n.º 311 de março de 1938, assinado pelo presidente Getúlio Vargas, que não permitia a existência de duas ou mais localidades com o mesmo nome no Brasil, haja vista haver um município no litoral de São Paulo chamado São Sebastião.

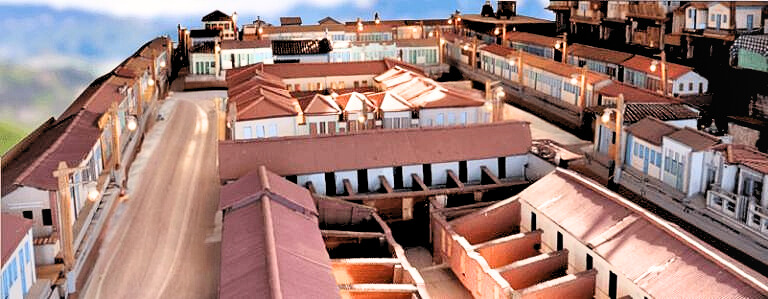
Maquete, feita pelo artesão caturamense Waldir Madureira Costa, e posteriormente tratada digitalmente, retrata o distrito de Caturama nos anos 1950: à direita está a atual Rua Rui Barbosa, ao fundo a atual Praça da Matriz e à esquerda está a atual Rua Artur Antônio Costa.

Duas décadas depois, no dia 22 de março de 1962, através da Lei Estadual de n.º 1647, em seu artigo segundo, Caturama foi desmembrada de Macaúbas para se tornar distrito do recém-formado e constituído município de Botuporã.
Passados 27 anos, em 13 de junho de 1989, a Lei Estadual n.º 5012 desmembrou partes do município de Botuporã e de Paramirim para formar o território do novo município de Caturama, com o CEP 46575-000. Realizou-se uma eleição extraordinária para escolher os primeiros prefeito, vice-prefeito e vereadores do município em 15 de novembro daquele ano. No dia 1º de janeiro de 1990, o prefeito eleito, José Carlos Marques da Silva, tomou posse, junto a primeira legislatura da Câmara Municipal.
A autorização para a construção da primeira delegacia de Policia Civil na cidade ocorreu em 28 de dezembro de 1989, por meio do decreto estadual nº 3379.
Em 1990, foi criada a área pastoral de Caturama, subordinada à Paróquia do Sagrado Coração de Jesus de Botuporã. Em 25 dezembro de 2024, Caturama se tornou uma paróquia independente, ainda subordinada à Diocese de Caetité.
No ano de 1992, Walter Brandão foi o segundo gestor de Caturama, governando entre 1993 e 1996. Seguiram a ele Salomão Fernandes (1997 – 2000), José Carlos Marques da Silva (2001 – 2008, reeleito em 2004), Hugo Guedes Mendonça (2009 – 2016, reeleito em 2012), Paulo Mendonça (2017 – 2024, reeleito em 2020) e Antônio Leão Bomfim (2025 – até hoje).

## Festa Janeirão
Esta festividade era originalmente realizada pela Igreja Católico Romana local em veneração á S. Sebastião, provavelmente desde o início do século XX como um “baile de leilões”. O evento se tornou festivamente maior apenas quando a localidade se tornou município, possibilitando o uso de verbas públicas para a realização de eventos, como shows musicais e artísticos, surgindo assim o nome "Janeirão", cujo nome, provavelmente, é pelo fato da festa ser realizada durante o mês de janeiro.

## Geografia
Situado no sudoeste do estado da Bahia, no Alto Sertão Baiano, o município de Caturama é limítrofe ao sul com Paramirim, ao sudeste com Érico Cardoso, ao norte e nordeste com Rio do Pires, ao noroeste com Macaúbas e ao oeste com Botuporã. Em seu lado leste percorre o Rio Paramirim, o qual é usado para delimitar parte do território caturamense.
A geologia de Caturama é formada por gnaisses, quartzitos, metarenitos, arenitos feldspáticos, rochas metavulcânicas e arenitos argilosos e possui a ocorrência dos minérios de barita, chumbo, cristal de rocha e manganês. No território municipal, estão presente os solos podzólico vermelho-amarelo eutrófico, latossolo vermelho-amarelo distrófico, litólicos álicos e litólicos eutróficos.
Quando se trata de relevo, Caturama está localizada no Pediplano Sertanejo e Superfícies dos Gerais do Planalto do Espinhaço e a topografia municipal varia entre plana e montanhosa. O município possui serras, como a do Morro Branco, da Caeira, do Mocambo, do Pedro Antônio, todas possuindo paredões graníticos e quase todas possuindo grutas e cachoeiras.
A fauna e flora do município são típicas do bioma Caatinga. Durante quase todo o ano, o clima é seco, a temperatura costuma se manter em torno dos 30 °C, com exceção do período entre os meses de junho e agosto, que costuma ter temperaturas amenas. A falta de chuva, repercute em seca, sendo um problema constante enfrentado pelos produtores rurais, porém, entre os anos de 2021 e 2022, houve um alívio aos produtores rurais, devido às fortes chuvas registradas no município.

### Principais povoados
O município de Caturama é constituído administrativamente de apenas um distrito: o distrito-sede, de mesmo nome. Outras localidades povoadas são:
- Feira Nova[19]
- Caeiras
- Mocambo
- Tabúa de Baixo
- Telha
- Malhadinha
- Lagoa da Cruz
- Abóboras
- Baraúnas

## Educação
O município conta com o ensino regular básico público fundamental (primário e secundário), médio e técnico. No centro da sede, existem as unidades de educação: Colégio Joaquim Augusto Mendonça (ensino fundamental dois), Creche Municipal Meu Mundo Encantado (ensino básico para crianças de até seis anos), Escola Maria Avelina Oliveira Sousa (ensino fundamental um) e o Centro Educacional São Sebastião (ensino médio e técnico). Na localidade de Feira Nova há o Colégio Educacional Santo Antônio (ensino fundamental 1 e 2).